# Tout ira bien (film, 2005)
Pour les articles homonymes, voir Tout ira bien.
Pour plus de détails, voir Fiche technique et Distribution.
Tout ira bien (Netto) est un film dramatique allemand réalisé par Robert Thalheim, sorti en 2005.

## Synopsis
Depuis le divorce de ses parents, Sebastian,15 ans, vit avec sa mère Angelika. Lorsque cette dernière tombe enceinte de son nouveau copain Bernd qui s'installe chez eux, Sebastian décide de vivre chez son père Marcel. 
Officiellement, Marcel est au chômage. Il a néanmoins une petite boutique dans un immeuble HLM de Berlin et s'essaie à la vente de systèmes d'alarme, mais il arrive difficilement à joindre les deux bouts. Aussi ne veut-il pas s'embarrasser de Sebastian, mais le père et le fils apprennent à mieux se connaître. Peu après, Sebastian rencontre Nora, employée dans une firme de publicité. Dès lors, les relations déjà fragiles entre le père alcoolique et son fils adolescent se compliquent.

## Fiche technique
- Titre original : Netto
- Titre français : Tout ira bien
- Réalisation : Robert Thalheim
- Scénario : Robert Thalheim
- Producteurs :  Matthias Miegel, Uta Eberhardt et Renate Rümmler
- Photographie : Yoliswa von Dallwitz
- Montage : Stefan Kobe
- Musique : Peter Tschernig
- Direction artistique et costumes : Michal Galinski et Katrin Müller
- Ingénieur du son : Lars Ginzel et Anton Feist
- Langue : allemand
- Durée : 87 minutes
- Dates de sortie : 
  - Allemagne : 5 mai 2005
  - France : 14 octobre 2005 (Festival du film allemand de Paris) ; 16 mai 2007 (en salles)

## Distribution
- Milan Peschel (en) : Marcel Werner
- Sebastian Butz : Sebastian Werner
- Stephanie Charlotta Koetz : Nora
- Christina Große : Angelika
- Bernd Lambrecht : Bernd
- Peter Tschernig : lui-même
- Christian Kuchenbuch : Wolf
- Stefan Kowalski : le vendeur
- Kirsten Schlüter : la voisine
- Mistah Bomsh : le conducteur
- Michal Galinski : le deuxième conducteur
- Kim Ngoc Le : le Vietnamien
- Stefanie Knoth : le maître du chien